# Omar Ajete
Omar Ajete Iglesias (* 31. července 1965 San Juan y Martínez, provincie Pinar del Río) je bývalý kubánský baseballista. Byl levorukým nadhazovačem, nastupujícím na pozici startéra, měřil 175 cm a vážil 93 kg. Od roku 1985 hrál kubánskou nejvyšší soutěž za klub Vegueros de Pinar del Río. Odehrál 449 ligových zápasů a čelil 8 834 odpalům, v roce 1990 vyhrál statistiku strikeoutů. S kubánskou baseballovou reprezentací vyhrál v letech 1990, 1994 a 1998 mistrovství světa v baseballu. Startoval na třech olympiádách, v letech 1992 a 1996 byl členem vítězného týmu a v roce 2000 získal stříbrnou medaili. Vyhrál Hry dobré vůle v roce 1990 a Panamerické hry v letech 1987, 1991 a 1995. Kariéru ukončil v roce 2004. Působil jako baseballový trenér ve Venezuele, pak se vrátil do svého rodiště.